# Phaeoceros evanidus
Phaeoceros evanidus là một loài rêu trong họ Anthocerotaceae. Loài này được Stephani D. Cargill & Fuhrer mô tả khoa học đầu tiên năm 2008.